# Detski Mir (Handelskette)

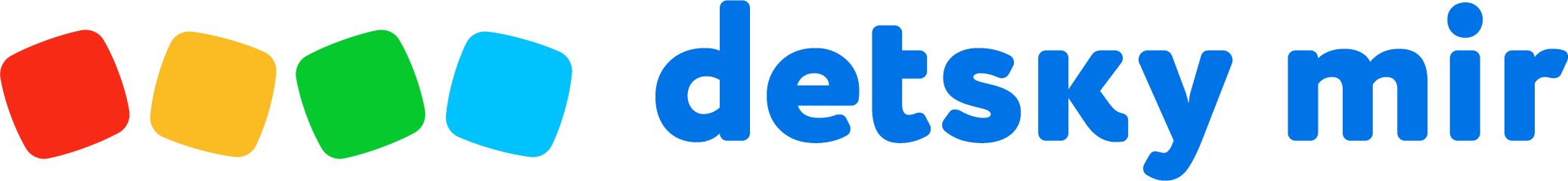
Detski Mir Logo

Detski Mir (russisch Детский мир, zu deutsch Kinderwelt) ist der Name einer russischen Einzelhandelskette, die sich auf diverse Waren für Kinder spezialisiert, darunter Spielzeug, Kinderkleidung und -schuhe, Schulbücher, Schreibwaren und Ähnliches. Das bekannteste Warenhaus der Kette war bis 2008 das Zentralny Detski Mir im Stadtzentrum Moskaus.

## Geschichte
Die Läden mit der Bezeichnung Detski Mir eröffneten erstmals in der Sowjetunion im Jahre 1947. Ursprünglich war dies nicht als Markenname gedacht, sondern als Sammelbezeichnung aller sowjetischen staatlichen Kinderwarenhäuser. Daher existierten Geschäfte mit diesem Namen bei Auflösung der Sowjetunion praktisch in allen Großstädten des Landes. 1957 eröffnete das bekannteste davon: das Moskauer Kinderkaufhaus am Lubjanka-Platz.
Nach dem Zerfall der Sowjetunion Ende 1991 wurde der Geschäftsführung aus nationalistischen Kreisen „Verrat der russischen Traditionen“ vorgeworfen, weil das Angebot zunehmend auch Produkte des amerikanischen Disney-US-Konzerns umfasste. Die Moskauer Presse schrieb von einem „Kulturkampf“ um Detski Mir.
Erst seit 2000 agiert Detski Mir als Handelskette, nachdem das zentrale Kaufhaus und etliche ehemalige sowjetische Filialen sich unter dem einheitlichen Detski-Mir-Label zusammengeschlossen haben. Seitdem wächst die Kette auch um neue Geschäfte in Moskau, Sankt Petersburg und anderen russischen Städten. Insgesamt gab es im ersten Halbjahr 2007 rund 75 Läden russlandweit. Detski Mir ist eine Aktiengesellschaft, die zu 100 Prozent dem Sistema-Konzern gehört.
2014 erbrachte der von westlichen Banken durchgeführte Börsengang 335 Millionen Dollar ein. Der Wert des Unternehmens wurde in Finanzkreisen auf 1,0 Milliarden Dollar geschätzt. Es war der erste Börsengang eines russischen Unternehmens seit der Annexion der Halbinsel Krim durch Russland.

## Das Moskauer Detski Mir Zentralkaufhaus

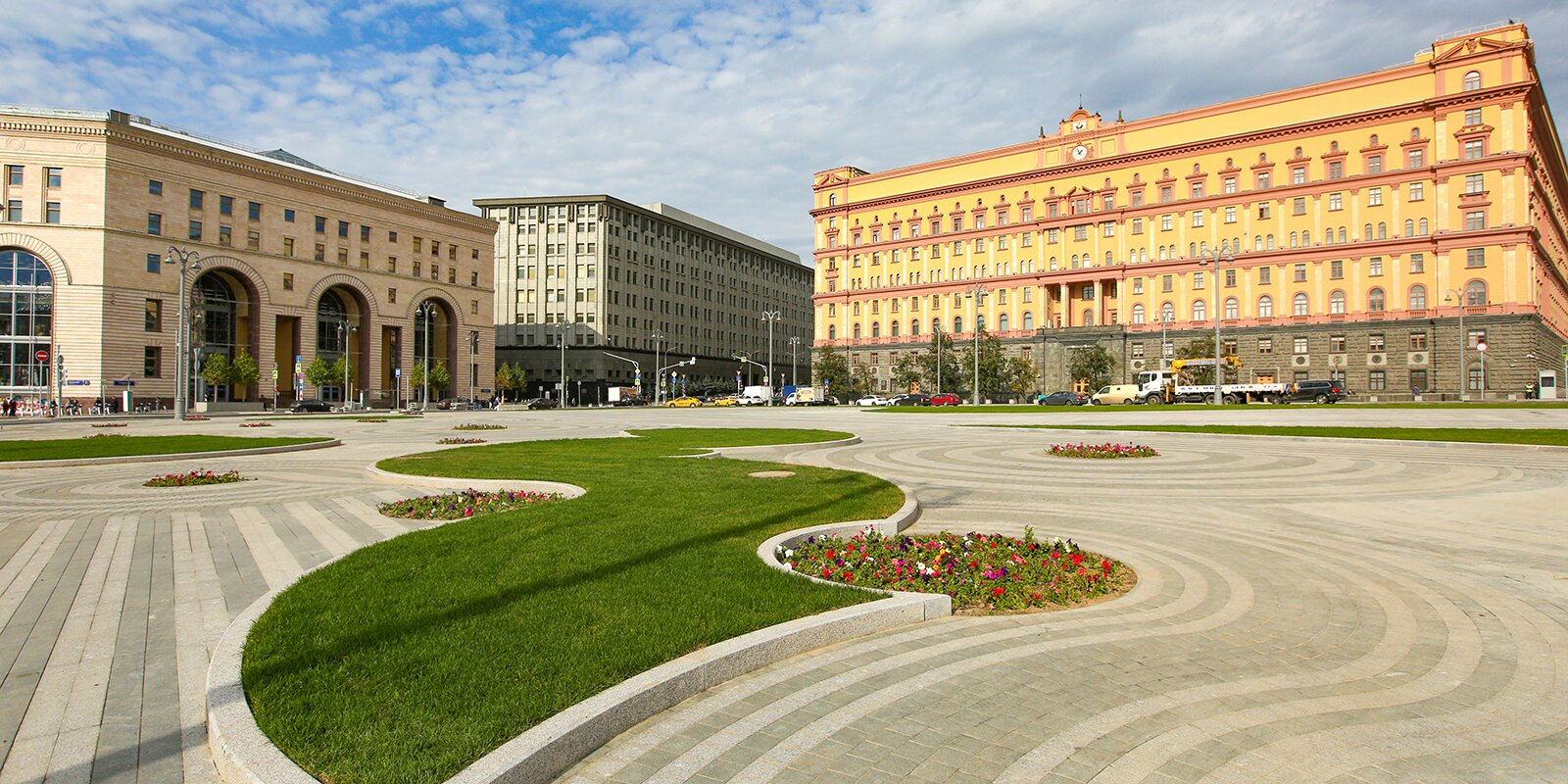
Das Zentralny Detski Mir am Lubjanka-Platz, rechts die FSB-Zentrale

Das bekannteste Detski Mir Kaufhaus ist das Moskauer Zentralny Detski Mir (Центральный Детский мир) am zentralen Lubjanka-Platz. Es ist ein mehrstöckiger Monumentalbau im Stile des Sozialistischen Klassizismus und wurde am 5. Juni 1957 eröffnet, Architekt: Alexei Duschkin.
Seit 2006 steht das Gebäude unter Denkmalschutz. 2008 wurde es geschlossen und seitdem umfassend restauriert. Am 31. März 2015 eröffnete es als „Zentrales Kinderwarenhaus“ wieder. Es ist heute ein Einkaufszentrum, das nicht mehr von der Detski-Mir-Kette betrieben wird.

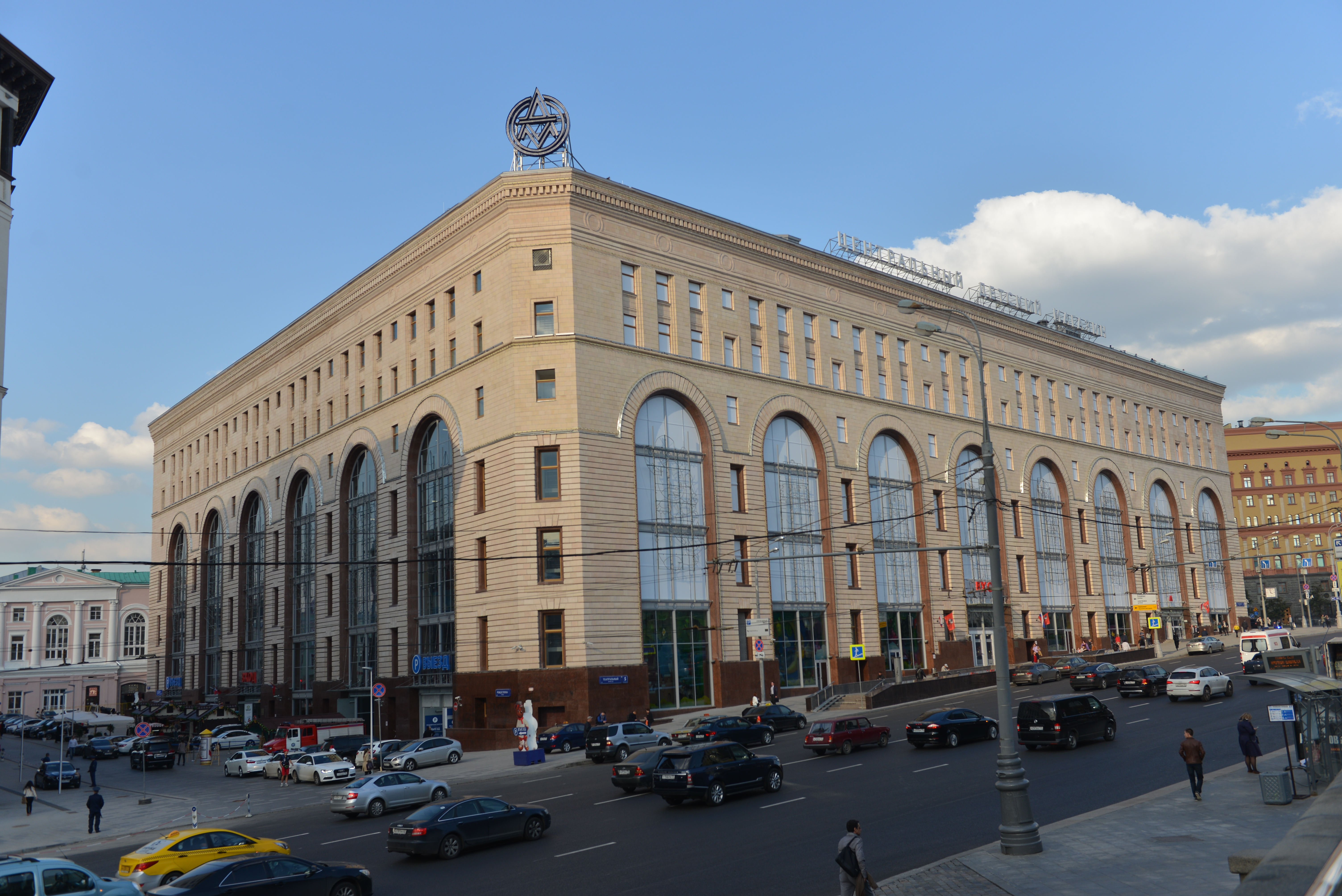
Außenansicht 2015
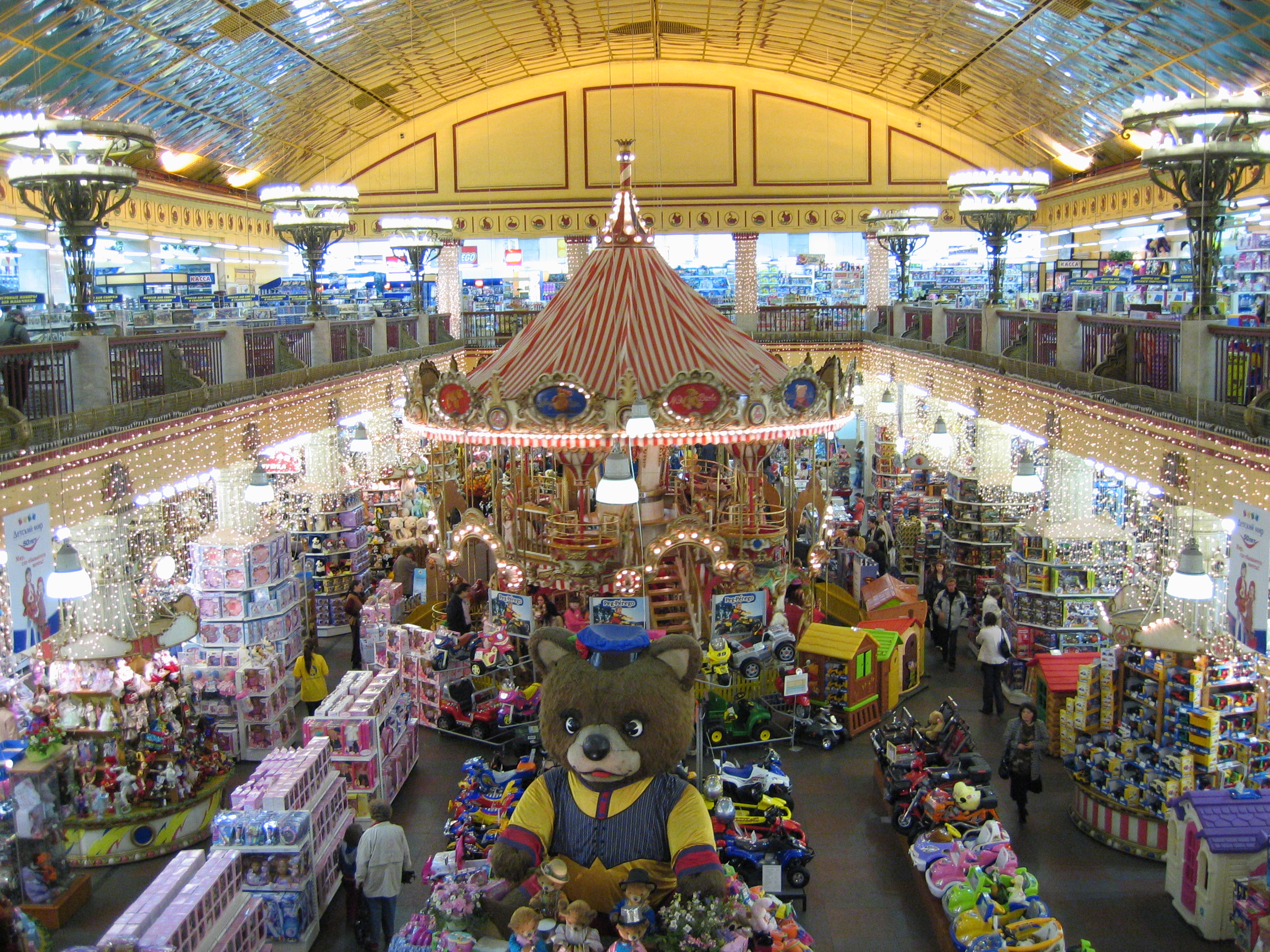
Innenansicht 2007
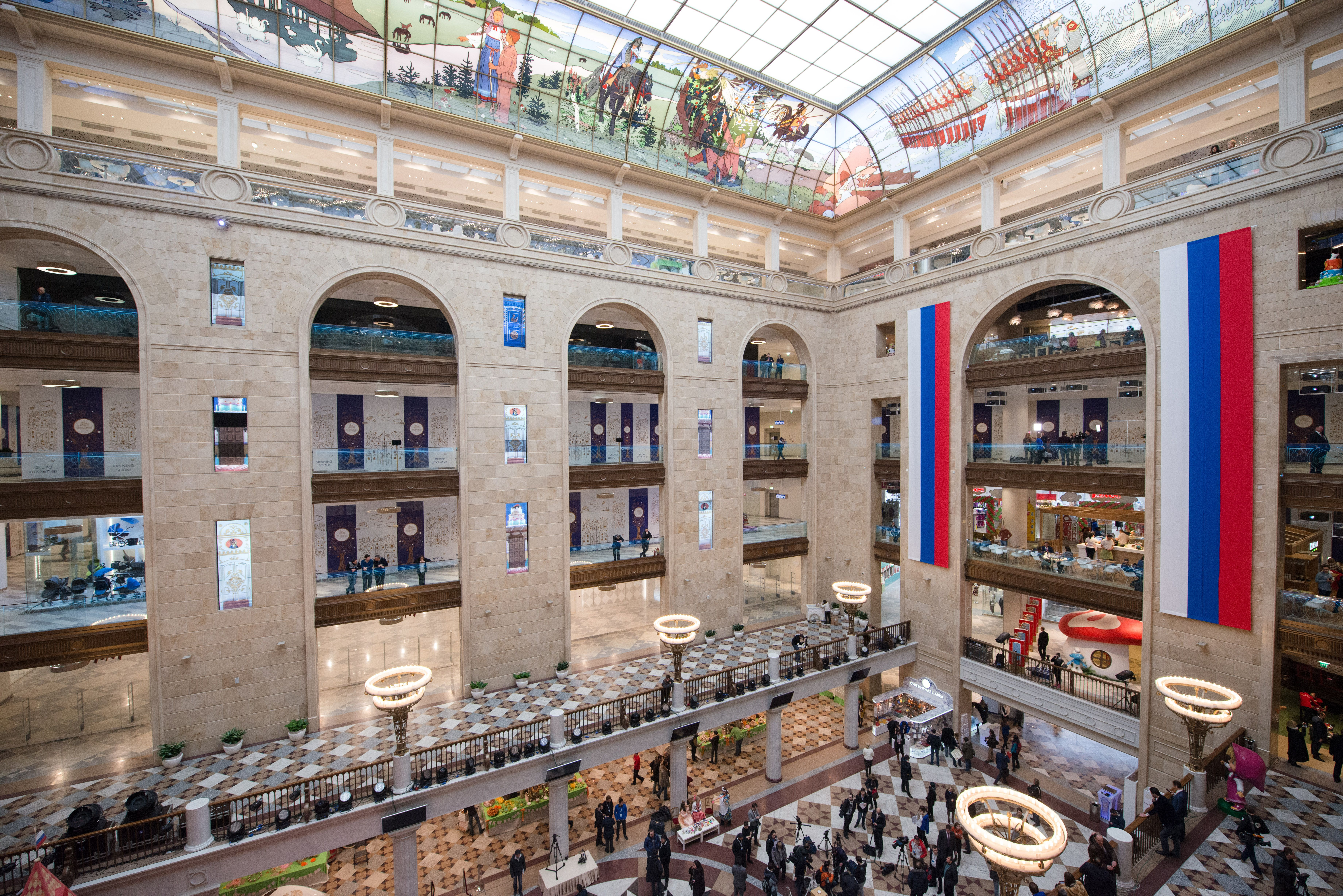
Innenansicht 2015